# 1990
Cette page concerne l'année 1990 (MCMXC en chiffres romains) du calendrier grégorien. Pour l'année 1990 av. J.-C., voir 1990 av. J.-C.
Pour les articles homonymes, voir 1990 (homonymie).
L'année 1990 est une année commune qui commence un lundi.

## Chronologie territoriale

### Monde
- 17 mai : l’Organisation mondiale de la santé retire l’homosexualité de la liste des maladies mentales.
- 30 mai - 3 juin : à Camp David, Bush et Gorbatchev s'entendent sur les grandes lignes d'un désarmement futur : réduction de 50 % des armes stratégiques et réduction de 50 % des armes chimiques.
- 2 août : début de la guerre du Golfe (1990-1991). Les troupes irakiennes de Saddam Hussein envahissent le Koweït.
- 14 décembre : une résolution de l'ONU sur l'ingérence crée la notion de couloir humanitaire afin d'accéder aux populations en souffrance.
- Le prix Nobel de la paix est attribué à Mikhaïl Gorbatchev.

### Afrique
- 16 janvier et 25 février : grève des travailleurs et manifestations des étudiants au Gabon[1].
- 2 février : en Afrique du Sud, le Congrès national africain est légalisé.
- 11 février : en Afrique du Sud, libération de Nelson Mandela qui poursuit les négociations avec Frederik de Klerk et le gouvernement de l'apartheid engagées secrètement depuis 1984. Date symbolique dans la disparition de l'apartheid.
- 19-28 février : conférence nationale en République populaire du Bénin. Remplacement du régime marxiste par un régime démocratique.
- 21 février : en Tanzanie, Julius Nyerere lance le débat sur le multipartisme[2].
- 21 mars : accession de la Namibie à l'indépendance après la victoire du SWAPO aux élections de l’automne 1989.
- 24 avril : abandon du parti unique au Zaïre[3].
- 5 mai : l’agitation en Côte d'Ivoire conduit le président Félix Houphouët-Boigny à autoriser le multipartisme.
- 22 mai : multipartisme au Gabon[4].
- 26 mai : création du Front social démocrate au Cameroun.
- 17 juin : violence dans les cités universitaires d'Abidjan, entraînant une violente répression militaire menée par le général Robert Guéï. Grève des travailleurs et manifestations des élèves.
- 19 juin : abrogation de la loi de ségrégation raciale (apartheid) interdisant les Noirs dans les lieux publics en Afrique du Sud. L’arsenal législatif de l’apartheid est démantelé.
- 20 juin : à La Baule, lors de l'ouverture du 16e sommet franco-africain, le président Mitterrand annonce que l'aide française aux États d'Afrique sera liée à l'évolution de la démocratisation et chacun des pays devra en fixer les étapes et l'allure.
- Juin : manifestations en faveur de la démocratisation à Madagascar.
- 9-11 juillet : sommet de l'Organisation de l'unité africaine à Addis-Abeba (Éthiopie) qui adopte la Charte africaine des droits et du bien-être de l'enfant.
- 9 septembre : capture et assassinat du président Samuel Doe au Libéria.
  - Guerre civile au Libéria (1990-1996). Intervention d’une force d’interposition ouest-africaine (Ecomog) sous l’égide du Nigeria, qui parvient à désarmer les factions qui s’affrontent.
- 16 septembre-fin octobre : premières élections législatives multipartistes au Gabon[5].
- 28 septembre : multipartisme au Cap-Vert[6].
- 30 septembre : abandon du parti unique au Congo[7].
- 1er octobre : début de l'attaque des exilés tutsis au Rwanda à partir de l'Ouganda. Combats meurtriers entre Tutsis et Hutus.
- 2 octobre : mort au combat de Fred Rwigema, leader historique du FPR (exilé tutsi du Rwanda). Il commandait un groupe d'une cinquantaine de combattants ayant franchi la frontière ougandaise pour attaquer un poste frontière rwandais.
- 4 octobre : début de l'intervention militaire française au Rwanda qui durera jusqu'en décembre 1993.
- 25 octobre : création de l'Alliance pour la démocratie au Mali qui regroupe des opposants au régime militaire de Moussa Traoré.
- 28 octobre : Félix Houphouët-Boigny est réélu président en Côte d'Ivoire face à Laurent Gbagbo.
- 2 novembre : multipartisme au Mozambique[8].
- 7 novembre : Alassane Ouattara, Premier ministre de Côte d'Ivoire (fin en 1993).
- 12 novembre : déposition du roi du Lesotho Moshoeshoe remplacé par son fils Letsie III.
- 15 novembre : multipartisme au Niger[9].
- 25 novembre : boycott des élections locales par l’opposition au Sénégal[10].
- 1er décembre : au Tchad, Idriss Déby, ancien conseiller militaire d’Hissène Habré, renverse ce dernier avec l’aide de la Jamahiriya arabe libyenne.
- 2 décembre : la nouvelle constitution du Bénin est adoptée par référendum. Fin définitive du régime marxiste-léniniste de la République populaire du Bénin : le pays prend le nom de République du Bénin.
- 5 décembre : multipartisme au Cameroun[11].
- 11 décembre : constitution fondée sur le multipartisme au Bénin[12].
- 14, 15 et 16 décembre : un mot d'ordre de grève générale est lancé par la CDT et l'UGTM, résultat : des émeutes populaires, avec un "pic" à Fès, et l'armée tire dans le tas[13]. Le bilan officiel annonce cinq tués tous à Fès, mais l'opposition soulève le nombre des victimes à quarante-neuf[14].
- 17 décembre : multipartisme en Zambie[15].
- Décembre : création du conseil national des « Forces vives » à Madagascar[16].

Algérie
- 20 avril : 100 000 personnes défilent dans les rues de la capitale pour réclamer l’instauration de la charia[17].
- 12 juin : élections communales en Algérie, massivement remportées par le FIS (54,25 % des suffrages, 28 % pour le FLN), parti islamiste. Stupeur dans la société civile et parmi les élites francophones et militaires. Le 22 juillet, Abbassi Madani exige la tenue d’élections législatives anticipées[18].
- 4 septembre : centralisation des services de renseignements au sein d'une nouvelle structure : le Département du Renseignement et de la Sécurité.
- 1er novembre : lors de la date anniversaire du déclenchement de la lutte de libération, Abbassi Madani, leader du FIS, refuse de se rendre aux festivités officielles auxquelles il a été invité par le président de République.
- 27 novembre : Les maires FIS remplacent la devise "Par le peuple et pour le peuple" sur la devanture de leur mairie par celle de "Commune islamique". Parallèlement, ils exigent la fermeture de toute fabrique de boissons alcoolisées, l'interdiction de la consommation de boissons alcoolisées et des poursuites judiciaires contre les consommateurs.
- 27 décembre : 400 000 sympathisants du Front des Forces Socialistes défilent à Alger pour défendre la démocratie.

### Amérique
- 15 février :
  - Réunion de Carthagène, entre le président George Bush et ses homologues de la région, pour lutter contre le trafic de la drogue.
  - L'Argentine et le Royaume-Uni rétablissent leurs relations diplomatiques.
- 25 février : élections libres au Nicaragua. Le sandiniste Daniel Ortega est battu à élection présidentielle par la candidate de l’Union nationale d’opposition (UNO), Violeta Chamorro, veuve du dirigeant politique assassiné en 1978. Ortega déclare que « le changement de gouvernement ne signifie pas la fin de la révolution » et que son parti, fort de 40 % des suffrages et du contrôle des syndicats, continuerait à gouverner « d’en bas » afin de protéger les acquis de la révolution. Les sandinistes conservent le contrôle de l’armée. La situation reste instable jusqu'à la conclusion d’une trêve définitive avec les contras en 1994.
- Février : réduction de la dette du Mexique de 12 % à la suite du plan Brady. Le pays peut reprendre sa croissance tout en payant ses intérêts, après avoir libéralisé son économie.
- 11 mars - 26 septembre : crise d'Oka au Québec. Conflit entre les Mohawks et la sûreté du Québec (question du partage territorial et des droits des Indiens au Canada).
- 15 mars : Fernando Affonso Collor de Mello devient président de la République du Brésil (fin en 1992). Il lance le premier “Plan Collor”, radical mais anticonstitutionnel : tous les comptes en banque rémunérés de plus de 50$ sont gelés, une nouvelle monnaie est créée et diverses mesures sont prises pour réduire le rôle de l’État. La situation économique est si mauvaise (89 % d’inflation en mars) que personne ne réagit. Le plan échoue.
- 4 avril : reprise du dialogue au Salvador. Un accord signé à Genève prévoit la participation de l’ONU comme médiateur dans le règlement de la guerre civile.
- 10 juin[19] : le président George H. W. Bush et le président mexicain Carlos Salinas se prononcent en faveur d’une extension de l’ALE au Mexique.
- 18 juillet : Alberto Fujimori devient président du Pérou. Il parvient à circonscrire les effets du mouvement terroriste du Sentier lumineux, d’inspiration maoïste et totalitaire, en recourant à des moyens souvent illégaux et en profitant pour asseoir son pouvoir personnel.
- Novembre[20] : création d’un Fonds d’investissement social d’urgence au Nicaragua.
- 16 décembre[21] (Haïti) : élection de Jean-Bertrand Aristide, après une trentaine d'années de gouvernements militaires.

- 60 000 morts au Nicaragua depuis 1979.
- Programme « Tortilla-solidarité » au Mexique, consistant à offrir un kilogramme de tortillas par jour aux 2,3 millions de familles les plus pauvres.
- La Bolivie, la Colombie, l’Équateur, le Pérou et le Venezuela décident de relancer le pacte andin sur de nouvelles bases.

### Asie et Pacifique
- Janvier : 
  - Une loi introduisant le multipartisme est votée au Kazakhstan[22].
  - Regain de tension entre l’Inde et le Pakistan au Cachemire, qui nécessite l’intervention de l’armée. Reprise des assassinats au Pendjab.
- 16 février : adoption du drapeau de Hong Kong.
- 18 février-29 mars : Révolution népalaise de 1990 : manifestations pour la démocratie au Népal, violemment réprimées. Le roi Birendra autorise les partis politiques (8 avril) et un gouvernement de coalition est formé le 16 avril[23].
- 25 février : disparition au nord de Bornéo de l'îlot Pulau Batu Hairan.
- 21 mars, Mongolie : révolution démocratique. Au sein du parti communiste, la crise économique contraint le président Jambyn Batmonkh à la démission. La référence au rôle dirigeant du parti est supprimée de la Constitution (Mars). Les premières élections multipartites ont lieu en juillet. Les communistes se maintiennent au pouvoir. Punsalmaagiyn Ochirbat, ancien ministre du Commerce extérieur, leur candidat à la présidence, triomphe aisément. Il inaugure une période de libéralisation politique et économique.
- Mars : les troupes de Papouasie-Nouvelle-Guinée doivent se retirer de Bougainville.

- 24 avril : Noursoultan Nazarbaïev est élu président du Kazakhstan par le Parlement puis confirmé à ce poste au suffrage universel avec 95 % des suffrages le 1er décembre 1991. Il s’engage avec un gouvernement resserré dans une transition douce vers l’économie de marché. La recherche de la stabilité, à l’intérieur comme à l’extérieur, constitue la priorité pour les dirigeants du pays. La liberté de parole et de réunion est accordée à tous à l’exception des extrémistes nationalistes russes et kazakhs. Toutes les activités susceptibles de fomenter des troubles ethniques sont interdites. Des relations étroites sont maintenues avec la Russie dans les domaines économiques, militaires et politiques.

- 1er mai : la loi martiale est levée au Tibet[24].
- 17 mai : l’Armée révolutionnaire proclame l’île Bougainville république indépendante[25].
- 24 mai : Kim Il-sung est réélu à la présidence de la Corée du Nord pour quatre ans[26].
- 27 mai (Birmanie)[27] : les élections législatives voient la victoire écrasante du parti d’opposition, la Ligue nationale pour la démocratie, dirigée par Mme Aung San Suu Kyi (fille de Aung San, assignée à résidence dès 1989) mais le SLORC refuse la tenue de la convention de l’Assemblée du peuple et poursuit sa politique de répression.
- Juin : activité des extrémistes nationalistes hindous en Inde. Le VHP demande à chaque Hindou de contribuer financièrement à l’édification du temple de Rāma à Ayodhya, dont la construction est décidée en juin.
- 6 août : Benazir Bhutto, la première ministre pakistanaise, est limogée par le président Ghulam Ishaq Khan, pour corruption.
- 28 août : plan de paix au Cambodge.
  - Les États-Unis et d’autres pays renoncent à soutenir la guérilla au Cambodge. En août, les quatre factions acceptent la création par les Nations unies d’un Conseil national suprême (CNS) comme gouvernement provisoire. L’ONU envoie des troupes et du personnel afin de contrôler l’administration et d’organiser des élections nationales. Le prince Norodom Sihanouk, de retour au Cambodge comme chef du Conseil national suprême, est accepté par la plupart des Cambodgiens comme la seule personne capable d’instaurer la paix.

- Août : le Premier ministre indien V. P. Singh annonce que le gouvernement étend sa politique en faveur des castes défavorisées. En divisant les Hindous sur la question des castes, il espère contrecarrer le BJP (commission B. P. Mandal de 1979). Le BJP réagit immédiatement en organisant une gigantesque procession de chars à travers tout le pays jusqu'à Ayodhya, après avoir lâché le gouvernement. Une nouvelle majorité est trouvée avec l’appui du parti du Congrès.

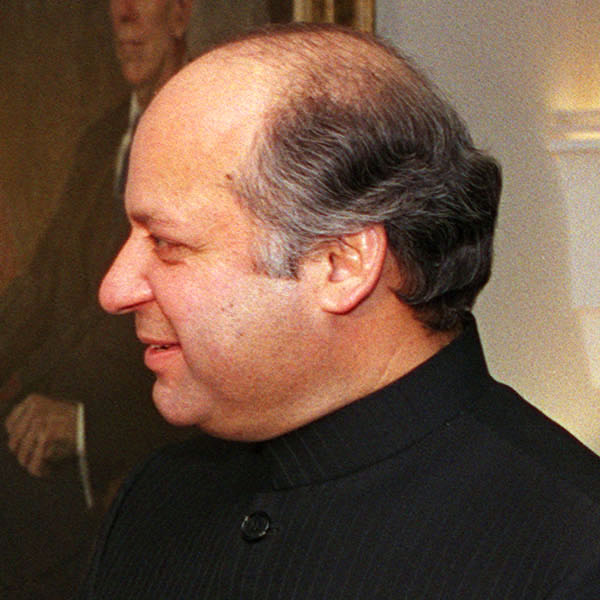
Nawaz Sharif en 1998.

- 9 septembre : première rencontre, à Séoul, entre les premiers ministres nord et sud coréens.
- 20 et 21 octobre (Malaisie)[28] : les élections maintiennent le Front national au pouvoir. Au Sabah et à Sarawak, par contre, les partis d’opposition remportent les élections. Les deux États estiment ne pas avoir profité de la croissance et de l’industrialisation des années 1970 et 1980, alors que pétrole, gaz naturel et bois ont permis cette industrialisation.
- 24 octobre : la formation menée par Nawaz Sharif remporte les élections législatives pakistanaises de 1990.
- 25 octobre : le Kazakhstan proclame sa souveraineté.
- 6 novembre : Nawaz Sharif devient Premier ministre du Pakistan.
- 10 novembre : Chandra Shekhar devient Premier ministre en Inde.
- 12 novembre : couronnement de l'empereur Akihito au Japon, qui succède à Hiro Hito.
- 14 décembre : accord soviéto sud Corée pour la fin de la guerre froide en Asie.

- Inde : scandales impliquant des membres du gouvernement à New Delhi.

### Proche-Orient

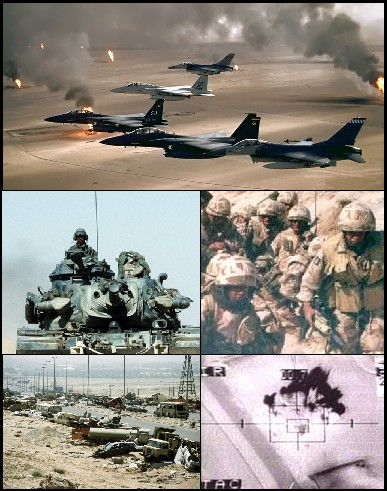
2 août : Début de la deuxième guerre du Golfe. Saddam Hussein entend, en annexant les champs pétrolifères du Koweït, contrôler 20 % des réserves mondiales, et mettre un terme à ses problèmes financiers et faire de son pays une grande puissance militaire. L’acquisition par la force d’un État souverain met en jeu des problèmes moraux et risque de bouleverser à plus ou moins long terme l’équilibre géostratégique. Le président des États-Unis, George H. W. Bush, fait voter par l’ONU un embargo sur les exportations de pétrole d’Irak et du Koweït annexé, et comme les effets de cette mesure tardent à se faire sentir, il bâtit une vaste coalition. Le prix mondial du brut hausse fortement, mais pour peu de temps, car les autres producteurs augmentent les quantités extraites et les réserves stratégiques constituées par les États industrialisés sont prêtes à être mises à la consommation.

- 20 janvier : entrée des troupes soviétiques en Azerbaïdjan.
  - L’importante communauté arménienne de Bakou (environ 100 000 personnes) subit en janvier à son tour un terrible pogrom, renouvelé, en toute impunité par quelques milliers d’Eraz (Azéris réfugiés d’Arménie). Une semaine après, l’armée soviétique donne l’assaut à la ville de Bakou, perpétrant un véritable massacre dans la population civile.
- 30 janvier (Liban) : début de violents combats entre les forces aounistes et FL.

- Janvier : le gouvernement soviétique autorise plus de 250 000 juifs russes à émigrer vers Israël, ce qui constitue pour les peuples arabes un signe insupportable, et multiplie avec les Israéliens les contacts directs et indirects. À partir de janvier 1990, 10 000 Juifs soviétiques par mois émigrent vers Israël.

- 9 mars : le gouvernement israélien annonce qu’il accepte l’ouverture de négociations avec les Palestiniens. L’enjeu ne portera que sur l’autonomie des territoires. Yitzhak Shamir, chef d’un gouvernement plus à droite depuis le 11 mars, ajoute qu’il poursuivra une politique d’implantation de colonies et qu’il ne reconnaîtra pas la présence de ressortissants de Jérusalem-est dans la future délégation palestinienne. C’est l’impasse.
- 15 mars : pendaison du journaliste Farzad Bazoft à Bagdad pour espionnage.
- 2 avril : à la suite de l’embargo mis en place par les Américains sur les ventes de produits technologique à l’Irak, Saddam Hussein accuse publiquement les États-Unis et la Grande-Bretagne, qui soutiendraient Israël dans sa volonté d’intervenir contre l’Irak. Il menace de recourir à l’emploi d’armes chimiques si Israël s’en prend aux sites industriels irakiens. Le Congrès des États-Unis envisage un embargo commercial contre l’Irak.

- 21 mai : un accord entre les deux Yémen permet la réunification du pays.
- 28-30 mai[29] : le sommet arabe de Bagdad souligne le droit de l’Irak de prendre toutes les mesures susceptibles « d’assurer sa sécurité et de favoriser les moyens de son développement, y compris par l’acquisition de moyens scientifiques et technologiques de pointe ».
- 30 mai : un raid du Front de libération de la Palestine sur la plage de Tel-Aviv, certainement commandité par Bagdad, échoue.
- Mai : élections en Syrie. Les candidats indépendants remportent un certain nombre de sièges au détriment du Baath. Ce sont essentiellement des chefs tribaux, des hommes de religion et des hommes des nouveaux milieux d’affaires.

- Juin : les États-Unis, refusant de faire pression sur Israël, renoncent également au dialogue avec l’OLP.

- 2 juillet : en Arabie saoudite, 1 426 pèlerins meurent piétinés après un mouvement de panique à La Mecque.
- 17 juillet : Saddam Hussein accuse les dirigeants du Golfe de collusion avec les États-Unis.
- 18 juillet :
  - Saddam Hussein remet un message à la LEA dans lequel il accuse le Koweït de voler le pétrole irakien depuis 1980. L’émirat demande une intervention de l’ONU.
  - Le refus des monarchies pétrolières de transiger sur le paiement des dettes, en particulier du Koweït, irrite Bagdad. Par ailleurs le Koweït pratique une politique de bas prix qui entrave la reconstruction irakienne. Il a exploité, pendant la guerre Iran-Irak, les nappes pétrolifères communes aux deux pays et Saddam Hussein réclame des dédommagements.
- 2 août : début de la guerre du Golfe.
  - Les troupes irakiennes de Saddam Hussein envahissent le Koweït sous prétexte que le pays avait jadis été inclus dans le gouvernement de Bassorah à l’époque ottomane. Les forces koweïtiennes s’effondrent et l’émir se réfugie en Arabie saoudite. Bagdad installe un gouvernement provisoire fantoche.
  - La résolution 660 du Conseil de sécurité condamne l’invasion et exige un retrait immédiat.
- 3 août : le conseil ministériel de la Ligue arabe condamne l'invasion du Koweït. L’Égypte tente une médiation.
- 4 août : l’armée irakienne envahit les zones neutres séparant l’Irak, le Koweït et l’Arabie saoudite. Cette dernière craint une invasion de la région pétrolière du Hasa.
- 6 août :
  - La résolution 661 du Conseil de sécurité des Nations unies, adoptée par 13 voix et 2 abstentions (Cuba et le Yémen), décide d’un embargo commercial, financier et militaire contre l’Irak.
  - Le secrétaire à la Défense des États-Unis, Dick Cheney, transmet aux Saoudiens des informations recueillies par les satellites américains sur les concentrations de troupes irakiennes au sud du Koweït.
  - L’Arabie saoudite accepte le déploiement militaire américain sur son territoire (opération « Bouclier du désert »), qui met fin aux transactions diplomatiques. En novembre, elle est solidement défendue par les forces de la coalition.
- 7 août :
  - Les États-Unis lancent l’opération Bouclier du désert. Des troupes, des chars et des avions de combat sont envoyés en Arabie saoudite.
  - Les États-Unis ne peuvent accepter cette agression qui viole le droit international et risque de mettre 40 % des réserves mondiales sous le contrôle de l’Irak au cas où il poursuivrait son attaque sur l’Arabie saoudite. Les monarchies arabes se sentent directement menacées. George H. W. Bush peut bâtir sous l’égide de l’ONU une vaste coalition internationale réunissant l’OTAN et des pays arabes (dont l’Égypte et la Syrie) avec le feu vert de Gorbatchev. Un puissant corps expéditionnaire est mis en place en quatre mois, le plus grand déploiement depuis 1945.
- 8 août : l’Irak annexe officiellement le Koweït.
- 10 août : lors du sommet extraordinaire de la Ligue arabe réuni au Caire, une faible majorité condamne l’agression du Koweït par l'Irak, soulignant la division du monde arabe. Le sommet décide l’envoi d’une force panarabe (troupes syriennes, égyptiennes et marocaines) pour protéger l’Arabie saoudite.
- 18 août : Bagdad annonce la prise en otages des « ressortissants de nations agressives » et décide de les regrouper dans des zones stratégiques, où ils seront utilisés comme des boucliers humains contre d’éventuels bombardements.

- 23 août : l'Arménie déclare son indépendance vis-à-vis de l'URSS. Le Mouvement national arménien, issu du Comité Karabakh, remporte les premières élections législatives libres au cours de l’été. Le Parlement arménien adopte des lois sur les libertés de parole, de presse et d’association, sur le multipartisme et sur la privatisation des terres.
- 25 août : la résolution 665 décrète un embargo économique total sur l’Irak, autorisant le recours aux moyens militaires.

- 17 septembre[30] : le gouvernement soviétique renoue ses relations diplomatiques avec l'Arabie saoudite, rompues depuis 1938.
- 20 septembre : en Géorgie, l’Ossétie du Sud se déclare république souveraine. Le Soviet suprême géorgien supprime le statut administratif de la région. Des combats entre les Géorgiens et les Ossètes s’ensuivent et ne se calment que lorsqu’une force de maintien de la paix composée de quatre parties (russe, géorgienne, ossète du Sud et ossète du Nord) est déployée.
- 10 octobre : début de l'Affaire des couveuses au Koweït.

- 13 octobre : l’aviation syrienne bombarde les positions aounistes au Liban. Le général Michel Aoun décide de se rendre et se réfugie à l’ambassade de France. Le général Émile Lahoud est chargé de mettre en place une armée forte pour restaurer l’autorité de l’État.
- 22 octobre : accord de Taëf (en arabe: اتفاق الطائف). Traité inter-libanais destiné à mettre fin à la guerre civile libanaise qui dure depuis 1975. Il est présenté comme une tentative de restauration de la paix par un cessez-le-feu et par la réconciliation nationale. Négocié à Taëf en Arabie saoudite, il  est le résultat des efforts politiques d'un comité composé du roi Hassan II du Maroc, du roi Fahd d'Arabie saoudite et du président Chadli d'Algérie, avec le soutien de la diplomatie américaine.
- 28 octobre : élection libre en Géorgie.
- 31 octobre : retour du siège de la Ligue arabe au Caire.

- 8 novembre : le président américain George H. W. Bush ordonne l’envoi de 200 000 soldats supplémentaires dans le Golfe. Les forces américaines dépassent les 300 000 hommes.
- 14 novembre : Zviad Gamsakhourdia est porté au pouvoir en Géorgie. Anticommuniste fanatique et paranoïaque, il se transforme très vite en dictateur.
- 29 novembre :
  - Élections législatives en Égypte. Les partis d’opposition légale s’abstiennent. Le PND, parti gouvernemental, remporte 79,6 % des suffrages et 348 sièges sur 444[31].
  - Comme l’embargo qui frappe l’Irak ne donne aucun résultat, la résolution 678 du Conseil de sécurité des Nations unies, adoptée par 12 voix contre deux - Cuba et le Yémen - et une abstention - la Chine - fixe un ultimatum à l’Irak d’appliquer d’ici au 15 janvier 1991 les résolutions de l’ONU, sinon tous « les moyens nécessaires » seront utilisés pour les faire respecter.

- 3 décembre : réunification officielle de Beyrouth.
- 24 décembre : embarquement à Toulon des 1er et 2e escadrons du Régiment d'infanterie-chars de marine (RICM), premiers éléments de l'armée française partant pour Yambu, en Arabie saoudite, dans le cadre des préparatifs de la guerre du Golfe.

## Distinctions internationales

### Prix Nobel
Les lauréats du prix Nobel en 1990 sont :
- Prix Nobel de chimie : Elias James Corey.
- Prix Nobel de littérature : Octavio Paz.
- Prix Nobel de la paix : Mikhaïl Gorbatchev.
- Prix Nobel de physiologie ou médecine : Joseph Murray et Edward Donnall Thomas.
- Prix Nobel de physique : Jerome Isaac Friedman, Henry Way Kendall et Richard E. Taylor.
- « Prix Nobel » d'économie : Harry Markowitz, Merton Miller et William F. Sharpe.

### Autres prix
- Médaille Fields (mathématiques) : Vladimir Drinfeld, Vaughan Jones, Shigefumi Mori et Edward Witten.
- Prix Pritzker (architecture) : Aldo Rossi.

## Décès en 1990

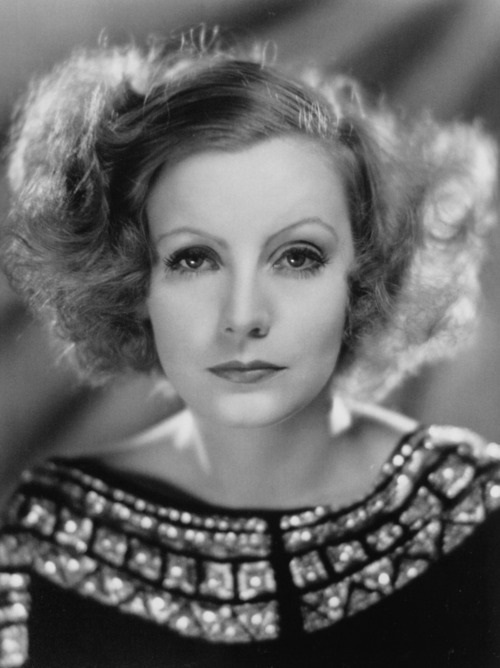
Greta Garbo.

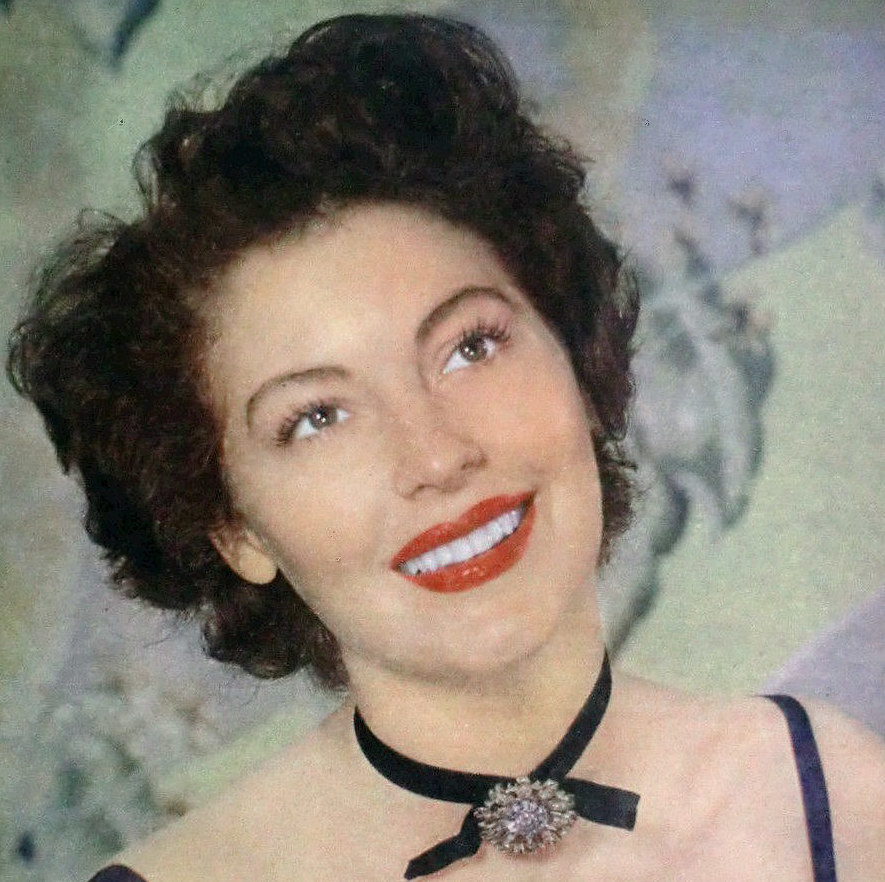
Ava Gardner

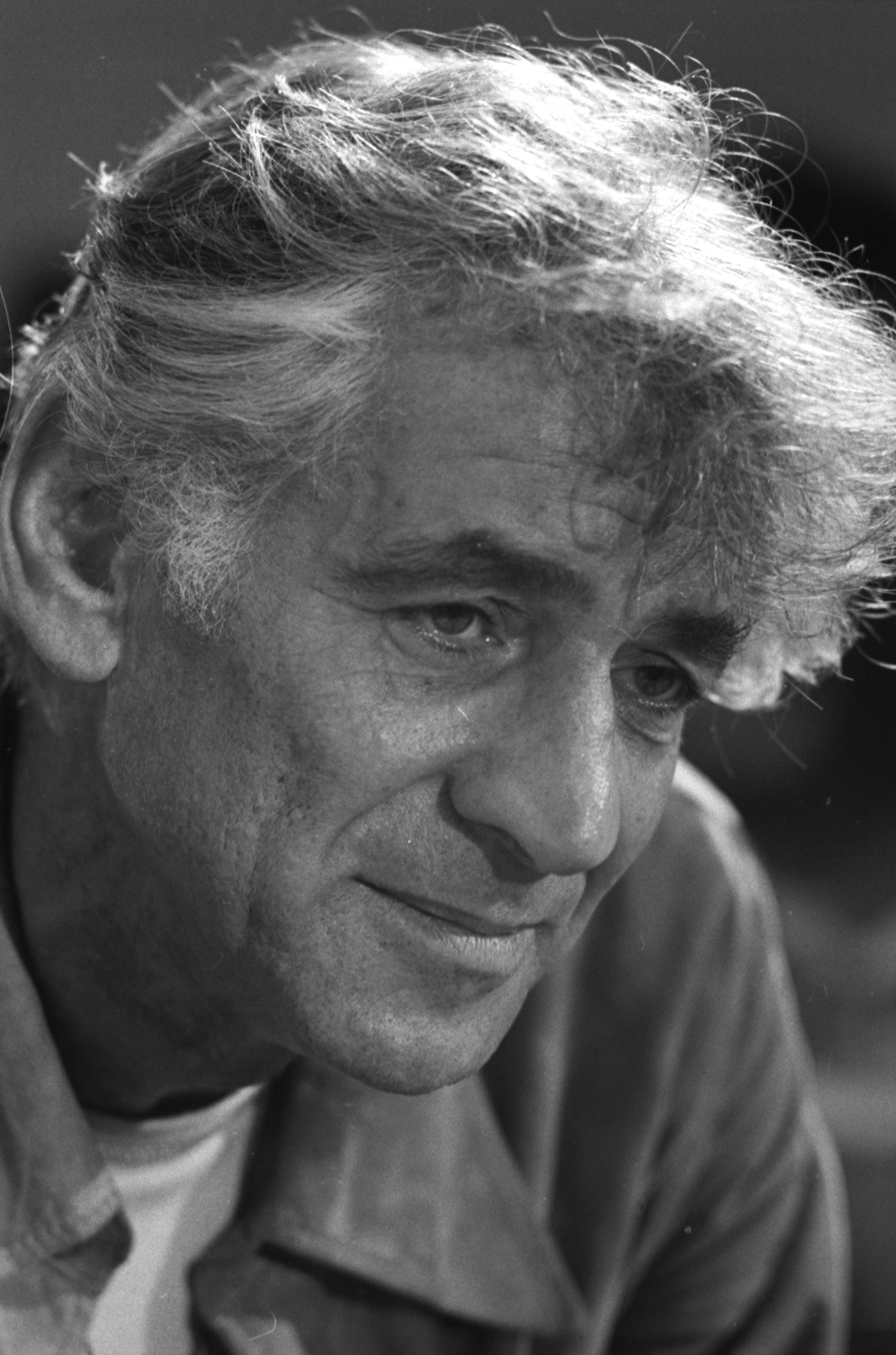
Leonard Bernstein

Personnalités majeures décédées en 1990
- 25 janvier : Ava Gardner (actrice américaine)
- 12 mars : Philippe Soupault (poète français)
- 15 avril : Greta Garbo (actrice suédoise)
- 8 mai : Luigi Nono (compositeur italien)
- 6 août : Jacques Soustelle (homme politique et ethnologue français)
- 26 septembre : Alberto Moravia (écrivain italien)
- 30 septembre : Michel Leiris (écrivain et ethnologue français)
- 14 octobre : Leonard Bernstein (compositeur et chef d'orchestre américain)
- 22 octobre : Louis Althusser (philosophe français)
- 27 octobre : Jacques Demy (cinéaste français)
- 7 novembre : Lawrence Durrell (écrivain britannique)
- 23 novembre : Roald Dahl (écrivain britannique)